# Morganza
Morganza est une petite ville de l'état américain de Louisiane, dans la paroisse de Pointe Coupée.
Elle couvre une surface de 3,6 km2. Sa population était de 628 habitants en 2006.

Ancien lycée Morganza